# بيلاروسيا 24
بيلاروسيا 24 (بالبيلاروسية:Беларусь-24) هي قناة تلفزيونية عمومية لروسيا البيضاء. تم إطلاقها في 1 فبراير 2005. تنتمي للشركة الوطنية للتلفزيون والراديو في بيلاروسيا، وهي هيئة حكومية تمتلك أيضًا ثلاث قنوات تلفزيونية أخرى (بيلاروسيا 1، بيلاروسيا 2، و NTV بيلاروسيا).
بيلاروسيا 24 هي عضو في اتحاد البث الأوروبي.

## تاريخ
تمّ إطلاق القناة عام 2005 بهدف تمكين جالية روسيا البيضاء المتواجدة بالخارج من متابعة أخبار ومستجدات الشأن البيلاروسي.
في 1 يناير 2013، تم تغيير اسم «بيلاروسيا TV» باسم «بيلاروسيا 24».

## وصلات خارجية
- الموقع الرسمي